# Papuchalk růžkatý
Papuchalk růžkatý (Cerorhinca monocerata) je mořský pták, jediný žijící druh rodu Cerorhinca. Jméno získal díky nápadnému výrůstku na zobáku, který mají pouze dospělí jedinci.

## Rozšíření a populace
Papuchalk růžkatý hnízdí od Kalifornie po Aleutské ostrovy v Severní Americe a od Japonska přes Korejský poloostrov po ostrov Sachalin v Asii. Populace hnízdící na Aljašce mezi říjnem a dubnem migruje více na jih, převážně do oblastí Kalifornie.
Celosvětová populace se odhaduje na méně než 1 300 000 jedinců, ale jde o starší odhad z roku 1996.

## Rozmnožování
K rozmnožování dochází na začátku léta, k snůškám od května do června. Hnízdí ve vyhrabaných norách nebo přírodních jeskyních, často ve svahu, aby mohl lépe vzlétnout.
Je monogamní, jediné vejce zahřívají oba rodiče 35–40 dní. Mládě je pak každou noc krmeno rybami 35–45 dní. Touto noční aktivitou se pravděpodobně snaží vyhnout predátorům a kleptoparazitismu racků.

## Potrava
Papuchalk růžkatý se živí převážně rybami, v zimě i menšími hlavonožci. Za potravou se dokáže potopit až do hloubky 57 metrů na dobu 148 sekund.

## Status a hrozby
Mezinárodní svaz ochrany přírody (IUCN) hodnotí druh jako málo dotčený, ale populace papuchalků pravděpodobně klesá v důsledku vedlejších úlovků, predace ze strany invazních druhů a změny klimatu.